# إوسترسوند

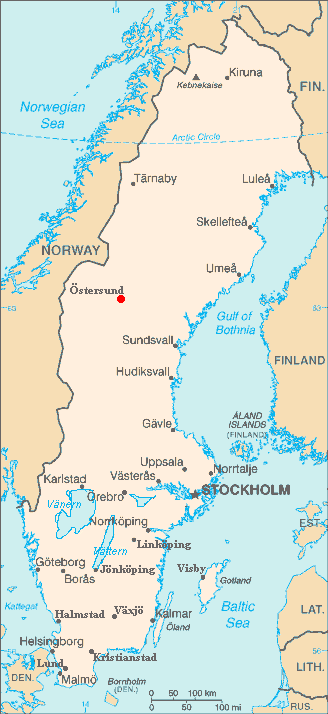
موقع مدينة إوسترسوند في مملكة السويد

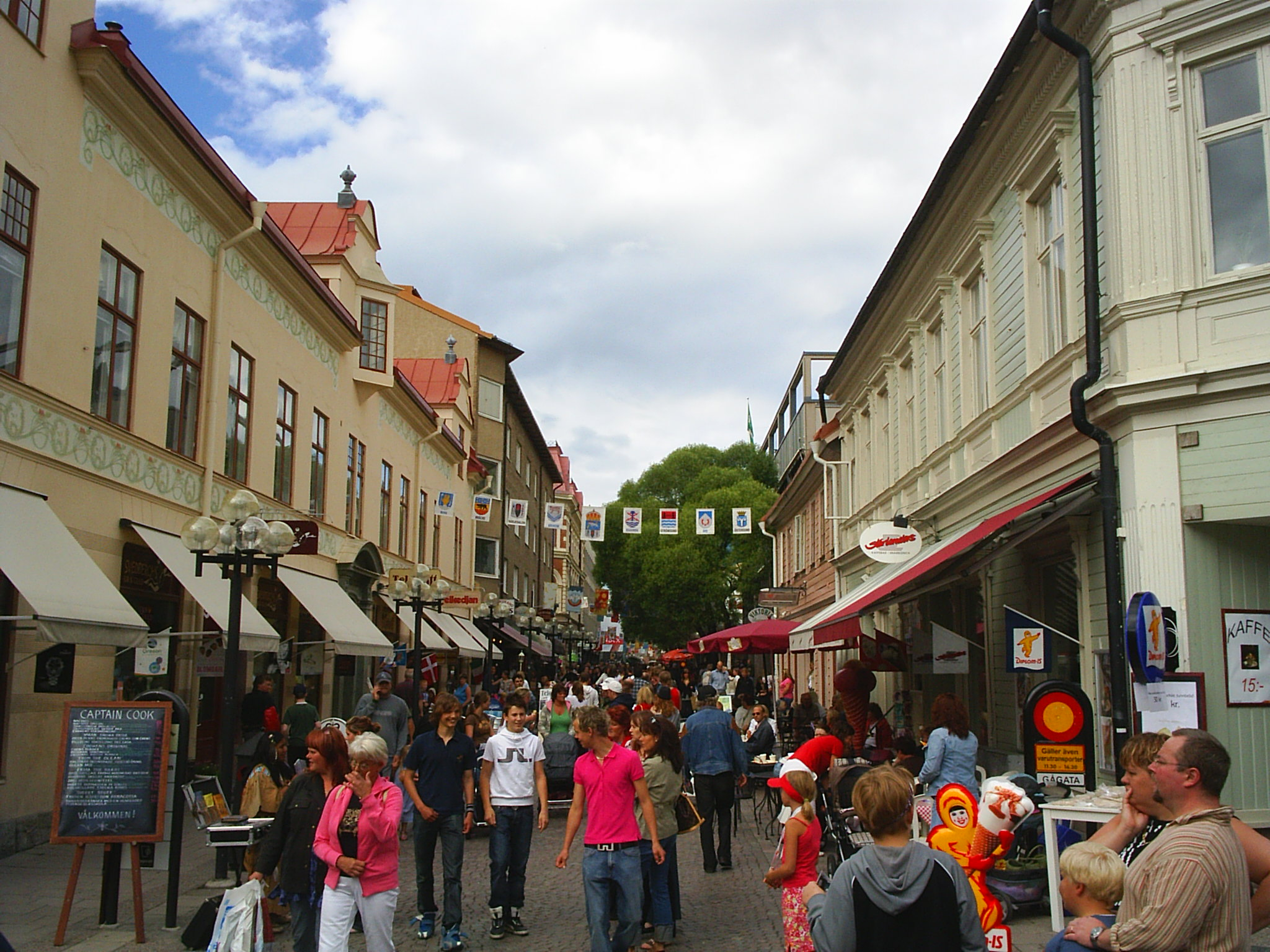
شارع القسيس في وسط مدينة إوسترسوند

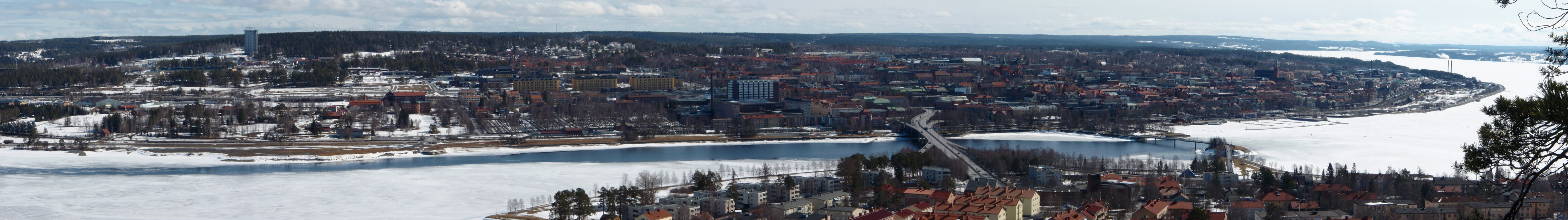
صورة لمدينة إوسترسوند

إوسترسوند (بالسويدية östersund) وهي مدينة تقع في وسط مملكة السويد تقريبا وهي تابعة لمحافطة جيمتلاند التي تقع بدورها ضمن مقاطعة جيمتلاند. يبلغ عدد سكان مدينة إوسترسوند حوالي 43,796 نسمة حسب إحصائيات سنة 2005 .

## المناخ
يظهر الجدول التالي التغييرات المناخية على مدار السنة لإوسترسوند:
| البيانات المناخية لـإوسترسوند     | البيانات المناخية لـإوسترسوند | البيانات المناخية لـإوسترسوند | البيانات المناخية لـإوسترسوند | البيانات المناخية لـإوسترسوند | البيانات المناخية لـإوسترسوند | البيانات المناخية لـإوسترسوند | البيانات المناخية لـإوسترسوند | البيانات المناخية لـإوسترسوند | البيانات المناخية لـإوسترسوند | البيانات المناخية لـإوسترسوند | البيانات المناخية لـإوسترسوند | البيانات المناخية لـإوسترسوند | البيانات المناخية لـإوسترسوند |
| الشهر                             | يناير                         | فبراير                        | مارس                          | أبريل                         | مايو                          | يونيو                         | يوليو                         | أغسطس                         | سبتمبر                        | أكتوبر                        | نوفمبر                        | ديسمبر                        | المعدل السنوي                 |
| --------------------------------- | ----------------------------- | ----------------------------- | ----------------------------- | ----------------------------- | ----------------------------- | ----------------------------- | ----------------------------- | ----------------------------- | ----------------------------- | ----------------------------- | ----------------------------- | ----------------------------- | ----------------------------- |
| الدرجة القصوى °م (°ف)             | 9.8 (49.6)                    | 10.3 (50.5)                   | 17.8 (64.0)                   | 20.5 (68.9)                   | 26.6 (79.9)                   | 32.0 (89.6)                   | 33.0 (91.4)                   | 31.7 (89.1)                   | 25.0 (77.0)                   | 19.7 (67.5)                   | 12.2 (54.0)                   | 10.8 (51.4)                   | 33.0 (91.4)                   |
| الحد الأقصى المتوسط °م (°ف)       | 4.7 (40.5)                    | 4.6 (40.3)                    | 8.0 (46.4)                    | 14.8 (58.6)                   | 21.8 (71.2)                   | 24.4 (75.9)                   | 26.4 (79.5)                   | 24.6 (76.3)                   | 19.3 (66.7)                   | 13.0 (55.4)                   | 8.2 (46.8)                    | 5.8 (42.4)                    | 27.3 (81.1)                   |
| متوسط درجة الحرارة الكبرى °م (°ف) | −3.2 (26.2)                   | −2.5 (27.5)                   | 1.4 (34.5)                    | 7.2 (45.0)                    | 12.9 (55.2)                   | 16.5 (61.7)                   | 19.7 (67.5)                   | 17.8 (64.0)                   | 12.9 (55.2)                   | 6.4 (43.5)                    | 1.1 (34.0)                    | −1.2 (29.8)                   | 7.4 (45.3)                    |
| المتوسط اليومي °م (°ف)            | −6.2 (20.8)                   | −5.5 (22.1)                   | −2.1 (28.2)                   | 3.2 (37.8)                    | 8.4 (47.1)                    | 12.2 (54.0)                   | 15.5 (59.9)                   | 14.1 (57.4)                   | 9.9 (49.8)                    | 4.0 (39.2)                    | −1.2 (29.8)                   | −4.0 (24.8)                   | 4.0 (39.2)                    |
| متوسط درجة الحرارة الصغرى °م (°ف) | −9.2 (15.4)                   | −8.5 (16.7)                   | −5.6 (21.9)                   | −0.8 (30.6)                   | 3.9 (39.0)                    | 7.9 (46.2)                    | 11.2 (52.2)                   | 10.3 (50.5)                   | 6.8 (44.2)                    | 1.6 (34.9)                    | −3.4 (25.9)                   | −6.7 (19.9)                   | 0.6 (33.1)                    |
| الحد الأدنى المتوسط °م (°ف)       | −21.5 (−6.7)                  | −20.6 (−5.1)                  | −16.4 (2.5)                   | −7.0 (19.4)                   | −1.7 (28.9)                   | 2.7 (36.9)                    | 6.3 (43.3)                    | 5.0 (41.0)                    | 1.0 (33.8)                    | −5.4 (22.3)                   | −10.8 (12.6)                  | −17.4 (0.7)                   | −25.2 (−13.4)                 |
| أدنى درجة حرارة °م (°ف)           | −38.0 (−36.4)                 | −34.6 (−30.3)                 | −32.5 (−26.5)                 | −22.0 (−7.6)                  | −9.0 (15.8)                   | −3.0 (26.6)                   | −1.5 (29.3)                   | −0.8 (30.6)                   | −5.2 (22.6)                   | −17.7 (0.1)                   | −25.2 (−13.4)                 | −38.1 (−36.6)                 | −38.1 (−36.6)                 |
| الهطول مم (إنش)                   | 32.7 (1.29)                   | 20.8 (0.82)                   | 21.5 (0.85)                   | 24.6 (0.97)                   | 48.7 (1.92)                   | 62.0 (2.44)                   | 77.2 (3.04)                   | 84.2 (3.31)                   | 52.9 (2.08)                   | 40.9 (1.61)                   | 33.0 (1.30)                   | 36.3 (1.43)                   | 534.8 (21.06)                 |
| ساعات سطوع الشمس الشهرية          | 29.8                          | 67.8                          | 152.4                         | 197.1                         | 247.8                         | 253.3                         | 259.8                         | 204.2                         | 128.9                         | 86.8                          | 41.1                          | 22.7                          | 1٬691٫7                       |
| المصدر #1: SMHI Temperature Data  |                               |                               |                               |                               |                               |                               |                               |                               |                               |                               |                               |                               |                               |
| المصدر #2: SMHI Precipitation     |                               |                               |                               |                               |                               |                               |                               |                               |                               |                               |                               |                               |                               |

## معرض صور

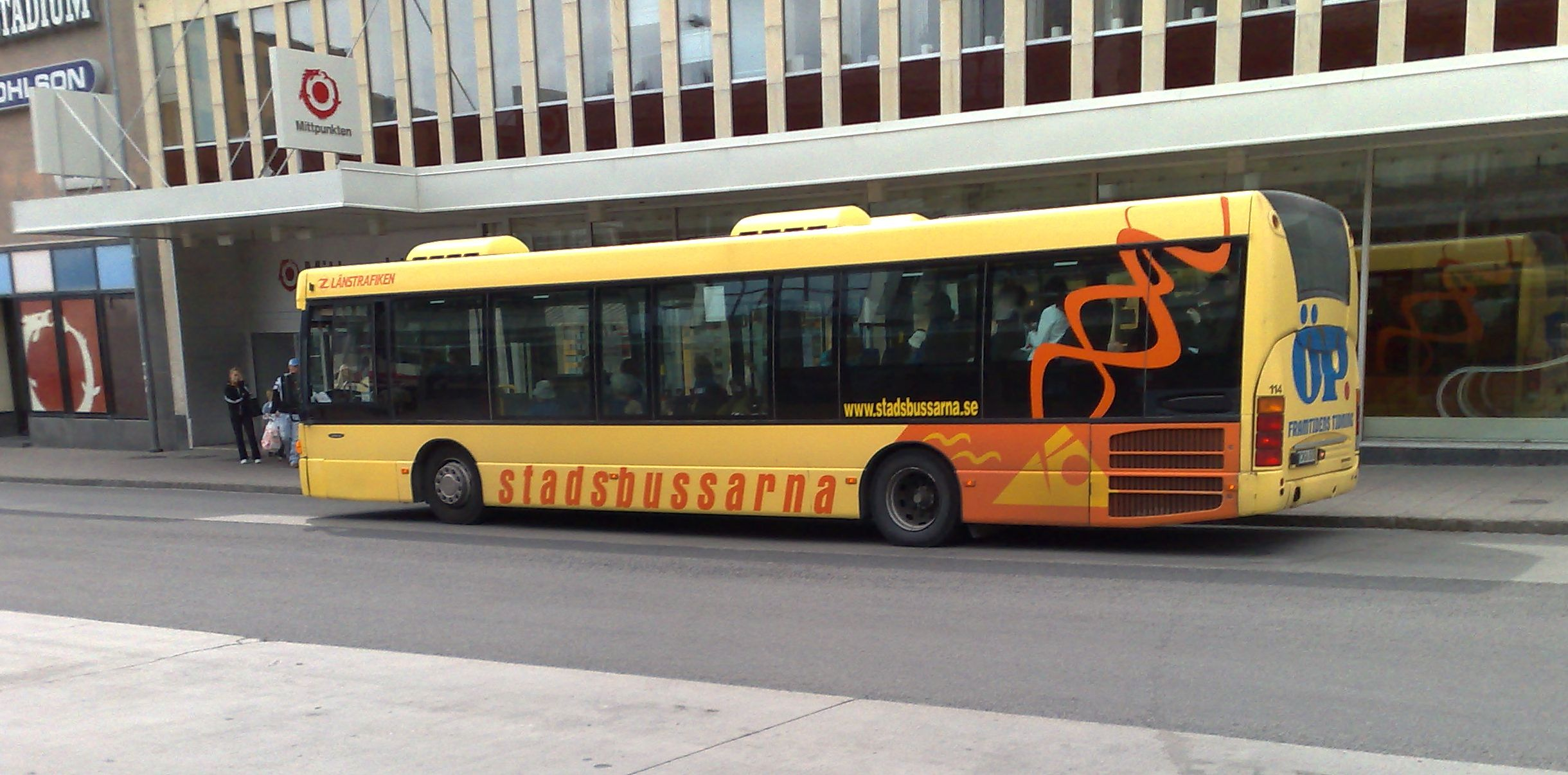
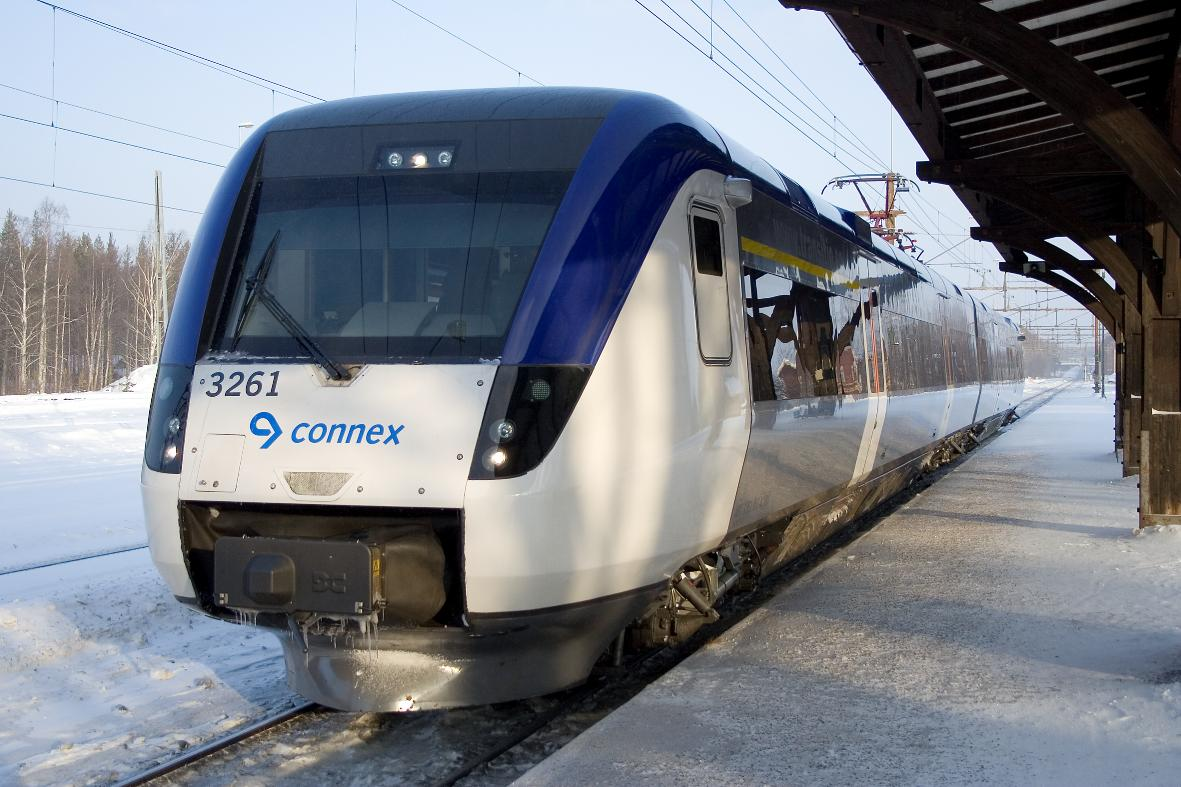
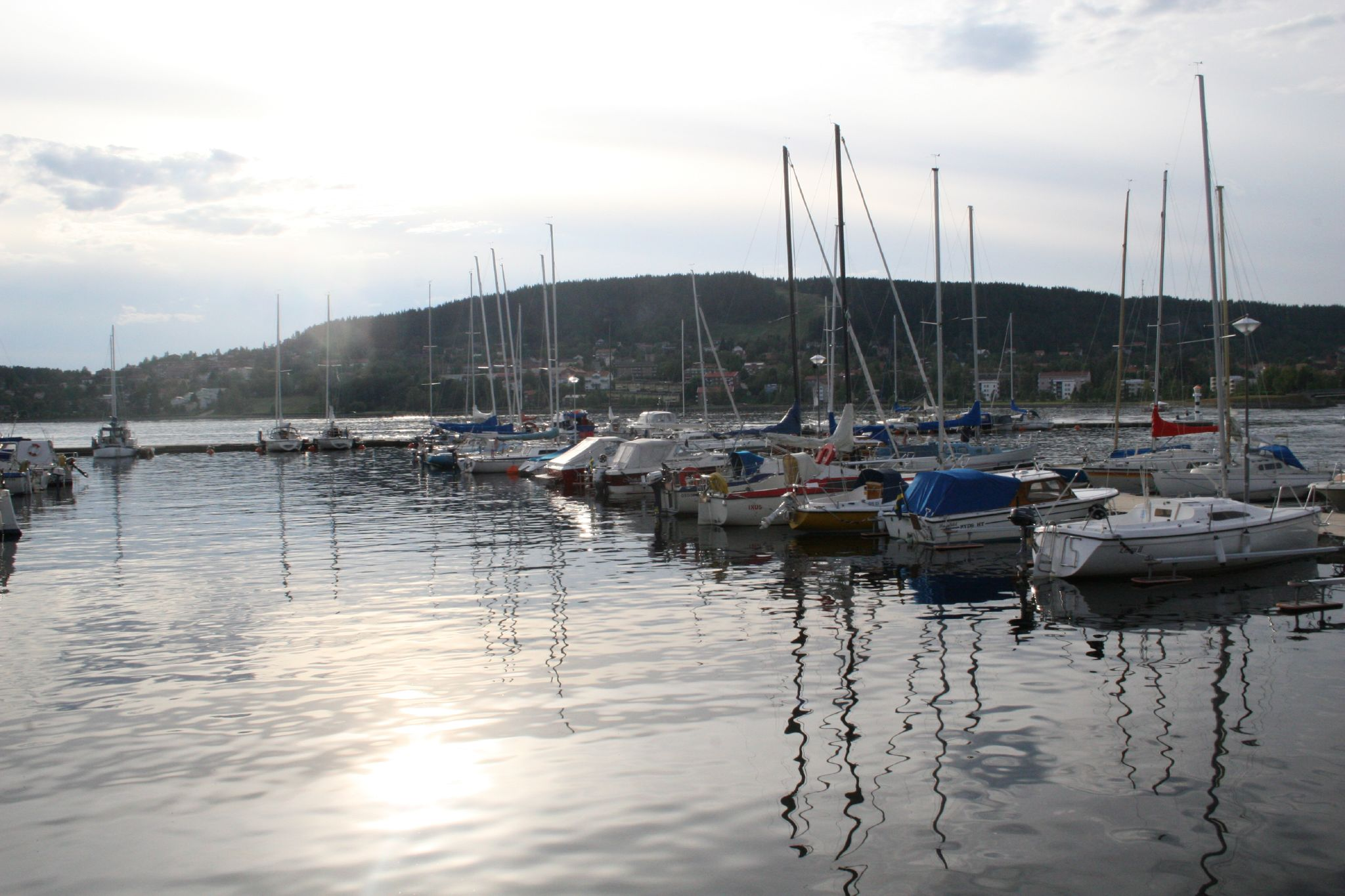
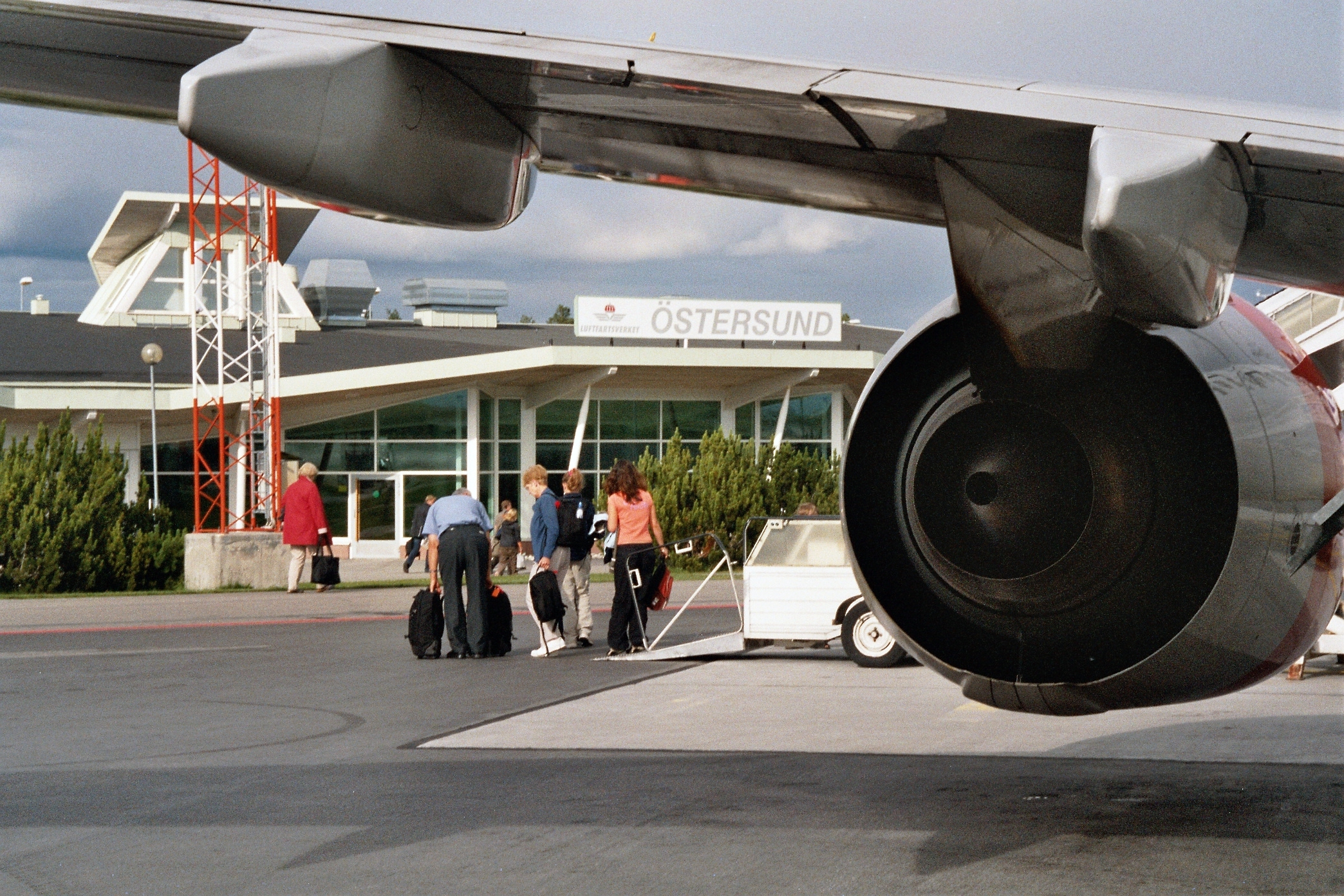

## توأمة
لإوسترسوند اتفاقيات توأمة مع:
- سانوك

## أعلام
- آنا ماريا نيلسون
- أولي هالبيرج
- إريكا كينسي
- ماتياس نيلسون
- أكي نيلسون
- رولف لاسجارد
- باتريك ساندل